# Равенала
Равена́ла (лат. Ravenala) — монотипный род семейства Стрелициевые (Strelitziaceae), включающий единственный вид кустарниковых растений — Де́рево путеше́ственников, или Равена́ла мадагаска́рская (лат. Ravenala madagascariensis).
Название «дерево путешественников» растение получило вследствие того, что оболочки стебля содержат воду, которую можно употреблять в чрезвычайных ситуациях. В переводе с мальгашского название этого растения означает «лист леса».
Распространено на Мадагаскаре, Реюньоне и Маврикии. Национальный символ Мадагаскара.

## Ботаническое описание
Листья длинные, продолговатые, тёмно-зелёного цвета, по форме напоминают листья банана, но в отличие от него у равеналы имеется ствол. Растут листья в одной плоскости (двурядное листорасположение), образуя подобие гигантского раскрытого веера. Длина листа до 3 м, ширина 25—51 см. В длинных влагалищах листьев накапливается дождевая вода, которая иногда используется, но чаще непригодна для питья из-за присутствия в ней большого количества личинок насекомых (комаров), других живых организмов, а также погибших животных.
Цветки кремово-белые, приспособлены к опылению птицами. Лемуры также любят питаться цветочным нектаром. Соцветие длиной примерно до 30 см. Цветение происходит круглый год. Плоды — коробочки — коричневые, присемянники ярко-голубого цвета, чёрные семена окружены небольшими тёмно-синими пуховками.

## Экология и применение
На Мадагаскаре произрастает на расчищенных участках леса, в большом количестве растёт в нижней обезлесненой части склонов Восточного уступа до высоты 600 м.
Равенала мадагаскарская произрастает на песчаных, глинистых и суглинистых влажных почвах с хорошим дренажем. Положительно реагирует на удобрения. Восприимчива к болезням и вредителям. Светолюбивое растение, лучше всего цветёт на прямых солнечных лучах. Размножение происходит при помощи семян. Растение необходимо оберегать от сильного ветра, иначе листья становятся оборванными.
Равенала мадагаскарская считается одним из самых красивых деревьев в природе. Часто выращивается в парках тропических стран, нередко вместе с близким амазонским видом Phenakospermum guyannense (который ранее также относили к роду Ravenala), менее стройным и имеющим тёмно-красные присемянники. Обычно высаживается на открытом воздухе, однако может произрастать и в закрытом помещении, в теплицах, где есть достаточное количество света и сосуд, который ограничивает размер растения.
Листья используют в качестве кровельного материала, жилки листьев как стройматериал. Содержащие крахмал семена и молодые листья съедобны. Семена размалывают и делают из них муку. Поделенный пополам и выдолбленный ствол дерева традиционно используется на Мадагаскаре для покрытия крыш.
|                                                                                              |  |  |  |  |  |
| Слева направо: 1, 2, 3, 4 — общий вид растения; 5 — листовые черешки; 6 — листовая пластинка |  |  |  |  |  |

| |  |  |  |  |  |
| Слева направо: 7, 8 — место крепления листовых черешков к стволу; 9, 10, 11 — плоды с семенами; 12 — ствол |  |  |  |  |  |